# 제17회 대한민국국제청소년영화제
제17회 대한민국국제청소년영화제는 2017년 10월 24일에 열린 시상식이다.

## 수상 및 후보

### 종합대상
- 누군가의 소파 - 안현송 외 2명 수상

### 단체상 - 대상
- 꼬꼬김밥 - 황현희 수상
- 윤정 - 장호선 수상
- 미래에서 온 사나이 - 홍하은 수상
- 나만 없는 집 - 김현정 수상

### 단체상 - 금상
- 오늘같은 밤이면 - 제갈원 수상
- 백스테이지 - 송년호 수상
- 수상한 장난 - 정수연 수상
- 여름이 지나간 자리 - 민현기 수상

### 단체상 - 은상
- 표백 - 정미라 수상
- 몽글 - 정예빈 수상
- 소원 - 남혜주 수상
- 찌질이들 - 이재원 수상

### 단체상 - 동상
- 내손에 사과 - 서유민 수상
- 가족의 초상 - 전승훈 수상
- 잔인한 영화 - 임진환 수상
- Whoooooo! - 최지수 외 2명 수상
- 80점을 향하여 - 윤채린 수상
- 미래를 보는 아이 - 정내경 수상
- 맥북이면 다 되지요 - 장병기 수상
- 파트너 - 심규태 수상

### 단체상 - 장려상
- Candid shot - 강민지 수상
- 고구마 - 성민아 수상
- 무아지경 - 황준하 수상
- 8월의 크리스마스 - 송혜린 수상
- 용서 - 윤솔빈 수상
- 고마워 - 강하늘 수상
- 러브 임파서블 - 정유리 수상
- 자수하라! - 빛,동화 수상
- 시험지 도둑 - 장서택 수상
- 휴대폰 실종사건 - 임지우 수상
- 체리가이 넘버나인 - 김현아 수상
- 4평 - 이병수 수상
- 주왕 - 엄우섭 수상

### 작품상 - 입선
- 자살인형 - 김한결 수상
- 샐러리맨 - 이노아 수상
- 새나 - 이지영 수상
- 애정소년잔혹사 - 장기원 수상
- 그대 하루하루의 낡은 반복 으로부터 - 박지영 수상
- 선인장 - 서요한 수상
- 쌍둥이 - 장호선 수상
- 중독 - 장호선 수상
- 오! 마이! 스쿨! - 이나경 수상
- 굿모닝 - 박정현 외 1명 수상
- B틀어주세요 - 현수민 수상
- 겨울이 더워지도록 - 박가령 수상
- 우리들 - 이효정 수상
- 적어도 - 박우성 수상
- 심봉사 - 정유리 수상
- 불꽃 - 권나연 수상
- 아버지 - 김희연 수상
- 르레피 - 엄지후 수상
- 쓰리, 고 - 이준섭 수상
- 해녀항일운동 - 문지원 수상
- 나의 어머니 - 권유림 수상
- 편식남녀 - 윤수정 수상
- 경수학원 - 현수민 수상
- 로또 - 허다희 수상
- 우리동네기부짱!! 그것이알고싶다. - 조민지 수상
- 초능력자 - 조민서 수상
- 영화인 - 김주훈 수상
- PEN - 이진혁 수상
- 왕관 - 허준 수상
- 덫 - 백소윤 수상
- 나의 낮은 몸 높은 마음 - 배연우 외 1명 수상
- 우리랑 노는건 어때 - 이하은 수상
- 소원 - 김윤서 수상
- 야채가 싫어요 - 이정민 수상
- 4월4일 - 황선율 수상
- 월척 - 김태균 수상
- 가을 단기 방학 - 정가영 수상
- 졸음을 쫓는 방법 - 김승현 수상
- 불청객 - 석재승 수상
- interview - 이한상 수상

### 우수 연출상
- 가족의 초상 - 전승훈 수상
- 윤정 - 장호선 수상
- 잔인한영화 - 임진환 수상

### 최우수 연기상
- 가족의 초상 - 천보근 수상
- 윤정 - 김유리 수상

### 우수 연기상
- 몽글 - 진기남 수상
- 고마워 - 박수진 수상
- 나만 없는 집 - 김민서 수상
- 꼬꼬김밥 - 이남경 수상

### 최우수 조명상
- 윤정 - 황원선 수상

### 우수 조명상
- 표백 - 이광용 수상

### 최우수 기획상
- 누군가의 소파 - 안현송 외 2명 수상

### 우수 기획상
- 몽글 - 이준 수상
- 꼬꼬김밥 - 황현희 수상

### 최우수 기술상
- 표백 - 안민수 수상

### 우수 기술상
- 러브임파서블 - 김도균 수상
- 8월의 크리스마스 - 송혜린 수상

### 최우수 촬영상
- 윤정 - 황원선 수상

### 우수 촬영상
- 백스테이지 - 김도균 수상

### 최우수 음악상
- 백스테이지 - 양은철 수상

### 우수 음악상
- 8월의 크리스마스 - 강예진 수상
- 표백 - 이예진 수상

### 최우수 각본상
- 누군가의 소파 - 안현송 외 2명 수상

### 우수 각본상
- Whoooooo! - 안희서 외 2명 수상
- 가족의 초상 - 전승훈 수상

### 특별상 - 금상
- 초능력자 - 조민서 수상

### 특별상 - 은상
- 그대 하루하루의 낡은 반복 으로부터 - 박지영 수상
- 우리들 - 이효정 수상

### 특별상 - 동상
- 거북이 - 이민영 수상

### 네티즌상 - 금상
- 내손에 사과 - 서유민 수상

### 네티즌상 - 은상
- 80점을 향하여 - 윤채린 수상

### 네티즌상 - 동상
- 미래에서 온 사나이 - 홍하은 수상

### 일반심사단 특별상 - 금상
- 중독 - 장호선 수상

### 일반심사단 특별상 - 은상
- Whoooooo! - 최지수 수상

### 일반심사단 특별상 - 동상
- 그대 하루하루의 낡은 반복 으로부터 - 박지영 수상

### 인기영화인 - 대상 영화감독부문
- 장 훈 수상

### 인기영화인 - 대상 원로배우
- 윤여정 수상

### 인기영화인 - 대상 중년배우
- 송강호 수상

### 인기영화인 - 대상 남자배우
- 이제훈 수상

### 인기영화인 - 대상 여자배우
- 정유미 수상

### 인기영화인 - 우수상 여자배우
- 윤송아 수상

### 인기영화인 - 대상 남자신인배우
- 엄태구 수상

### 인기영화인 - 대상 여자신인배우
- 김태리 수상

### 인기영화인 - 대상 남자아역배우
- 김현빈 수상

### 인기영화인 - 대상 여자아역배우
- 안서현 수상

### 인기영화인 - 우수상 아역신인배우
- 황태현 수상

### 초등부
- 4월 4일 - 황선율
- 야채가 싫어요 - 이정민
- 자수하라! - 이교진
- 소원 - 김윤서
- 미래에서 온 사나이 - 홍하은
- 수상한 장난 - 정수연
- 휴대폰 실종사건 - 임지우
- 우리랑 노는건 어때 - 이하은
- 80점을 향하여 - 윤채린
- 시험지 도둑 - 장서택
- 소원 - 남혜주
- 미래를 보는 아이 - 정내경

### 중고등부
- 르레피 - 엄지후
- 불꽃 - 조혜연
- 우리들 - 이효정
- 오! 마이! 스쿨! - 이나경
- 나의 낮은 몸 높은 마음 - 배연우 외 1명
- 덫 - 백소윤
- 왕관 - 허준
- 펜 - 이진혁
- 고마워 - 강하늘
- 백스테이지 - 송년호
- 영화인 - 김주훈
- 초능력자 - 조민서
- 우리동네 기부짱!! 그것이 알고싶다. - 조민지
- 로또 - 허다희
- 경수학원 - 현수민
- 편식남녀 - 윤수정
- 나의 어머니 - 권유림
- 해녀항일운동 - 문지원
- 쓰리, 고 - 이준섭
- 아버지 - 김희연
- 8월의 크리스마스 - 송혜린
- 잔인한영화 - 임진환
- 러브임파서블 - 정유리
- 심봉사 - 정유리
- 적어도 - 박우성
- 몽글 - 정예빈
- 겨울이 더워지도록 - 박가령
- B틀어주세요 - 현수민
- Whoooooo! - 최지수 외 3명
- 굿모닝 - 박정현 외 1명
- 누군가의 소파 - 안현송 외 1명
- 윤정 - 장호선
- 중독 - 장호선
- 쌍둥이 - 장호선

### 대학부
- 자살인형 - 김한결
- 그대 하루하루의 낡은 반복 으로부터 - 박지영
- 새나 - 이지영
- 샐러리맨 - 이노아
- 표백 - 정미라
- 선인장 - 서요한
- 고구마 - 성민아
- 가족의 초상 - 전승훈
- 꼬꼬김밥 - 황현희
- 오늘같은 밤이면 - 제갈원
- 캔디드 샷 - 강민지
- 무아지경 - 황준하
- 내손에 사과 - 서유민

### 청장년부
- 찌질이들 - 이재원
- interview - 이한상
- 불청객 - 석재승
- 4평 - 이병수
- 여름이 지나간 자리 - 민현기
- 졸음을 쫓는 방법 - 김승현
- 체리가이 넘버나인 - 김현아
- 가을단기방학 - 정가영
- 맥북이면 다 되지요 - 장병기
- 나만 없는 집 - 김현정
- 파트너 - 심규태
- 주왕 - 엄우섭
- 월척 - 김태균